# Stephan Grünewald

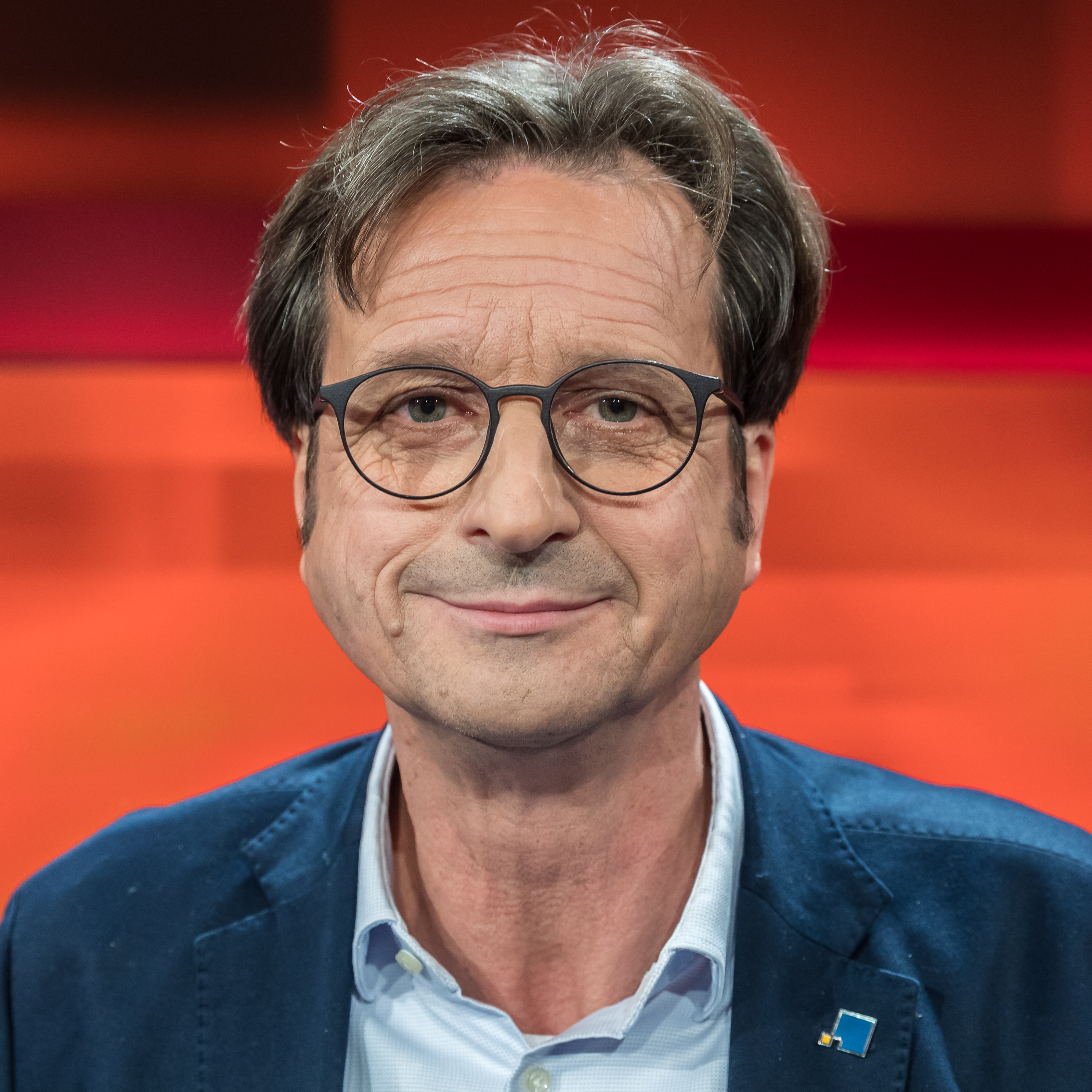
Stephan Grünewald (2020)

Stephan Grünewald (* 8. November 1960 in Mönchengladbach) ist ein deutscher Psychologe und Marktforscher.

## Leben
Stephan Grünewald absolvierte ein Psychologiestudium an der Universität Köln u. a. bei Wilhelm Salber. 1987, direkt nach dem Studium, gründete er mit seinem Partner Jens Lönneker ein „Institut für qualitative Markt- und Wirkungsanalysen“, seit 1997 rheingold Institut für qualitative Markt- und Medienanalysen, und arbeitete eine Zeit lang parallel als Psychotherapeut. Seit 2006 ist er Sachbuchautor und verfasste hier Bücher wie Deutschland auf der Couch (2006) und Die erschöpfte Gesellschaft (2013), die sich nach seinen Angaben gut verkauften.
Vom 3. April 2020 bis zu seiner Auflösung im Juni 2021 war Grünewald Mitglied im Expertenrat Corona im Bundesland Nordrhein-Westfalen. Er trat dafür ein, staatlich verordnete Maßnahmen zur Epidemiebekämpfung zunehmend mit klaren Handlungsanweisungen auf den Einzelnen zu delegieren, weil damit gleichermaßen Ohnmachtsgefühlen vorgebeugt werde und ein ausreichender Infektionsschutz gewährleistet werden könne. Darüber hinaus sprach er sich für repräsentative Tests zur Erfassung der Seroprävalenz und Infektionslage aus. Zudem warnte er vor einer Entgleisung der Debatten im weiteren Krisenverlauf.
Er ist verheiratet und lebt mit seiner Frau und seinen vier Kindern in Köln.

## Marktforschung
Grünewalds Institut verwendet für Marktforschungsprojekte u. a. „Tiefeninterviews“, von denen etwa 5000–7000 im Jahr durchgeführt werden. Damit sollen Trends bei den Einstellungen von Menschen auf tiefenpsychologischer Grundlage beschrieben werden. Zu seinen Kunden zählen internationale Konzerne und Marken.

## Schriften (Auswahl)
- Deutschland auf der Couch. Eine Gesellschaft zwischen Stillstand und Leidenschaft. Campus-Verlag, Frankfurt am Main / New York 2006, ISBN 3-593-37926-0.
- Köln auf der Couch. Die Unzerstörbarkeit der Sehnsucht. KiWi, Köln 2008, ISBN 978-3-462-03814-9.
- mit Ursula Groeger und Heiko Thomas: Psychologie der Altersvorsorge. Wie entscheiden Paare? Eine Typologie. Deutsches Institut für Altersvorsorge, Köln 2011, ISBN 978-3-934446-46-5.
- Die erschöpfte Gesellschaft. Warum Deutschland neu träumen muss. Campus-Verlag, Frankfurt am Main / New York 2013, ISBN 978-3-593-39817-4.
- Wie tickt Deutschland? Psychologie einer aufgewühlten Gesellschaft. Kiepenheuer & Witsch, Köln 2019, ISBN 978-3-462-05244-2.